# Brightwalton
Brightwalton – wieś w Anglii, w hrabstwie ceremonialnym Berkshire, w dystrykcie (unitary authority) West Berkshire. Leży 30 km na zachód od centrum miasta Reading i 88 km na zachód od centrum Londynu. W 2001 miejscowość liczyła 322 mieszkańców.